# Pseudorchestes ermischi
Pseudorchestes ermischi é uma espécie de insetos coleópteros polífagos pertencente à família Curculionidae.
A autoridade científica da espécie é Dieckmann, tendo sido descrita no ano de 1958.
Trata-se de uma espécie presente no território português.